# Středoslovenská nářečí
Středoslovenské nářečí je jeden ze tří hlavních nářečních celků slovenštiny. Středoslovenskými nářečími se mluví na území bývalých žup Oravská župa, Turčanská župa, Liptovská župa, Zvolenská župa, Gemersko-Malohontská župa, Tekovská župa, Hontianská župa, Novohradská župa, jakož i v severní části bývalé Nitranské župy. Používají ji i někteří dolnozemští Slováci. 
Na základě středoslovenských nářečí historicky vznikla kulturní střední slovenština. Od dob Štúrovy kodifikace tvoří základ spisovné slovenštiny.

## Charakteristika

### Základní znaky
- přízvuk na první slabice slova
- slabiky ra-, la- (a nikoliv ro-, lo-) na začátku některých starých slovanských slov (ražeň, rakita, lakeť)
- samohláska a namísto původního jeru ve slovech baza, daska, dážď, raž, chrbát
- samohláska ä (v krátkých slabikách) resp. dvojhláska ia (v dlouhých slabikách) namísto původního nosového e (piatok, ďeviati, pamiatka)
- časté jsou dvojhlásky ia, ie, iu, uo (seďia, smiech, stuol)
- v širším rozsahu se používají měkké souhlásky ď, ť, ň, ľ
- namísto dl, tl je jen l (salo, omelo)
- oboretné u namísto -l minulého času (bou) a místo v uvnitř nebo na konci slova (hláuka)
- důsledně se vyslovují skupiny šť, žd
- důsledně platí rytmický zákon
- instrumentál singuláru podstatných jmen a přídavných jmen žen rodu a záměn 1. a 2. osoby je na-ou (s peknou ženou, so mnou)
- nominativ plurálu některých podstatných jmen mužského rodu je na -ia (braťia, sinovia)
- nominativ singuláru přídavných jmen středního rodu je na -uo (peknuo)
- lokál singuláru přídavných jmen mužského a středního rodu a záměn je na -om (dobrom, o ňom)
- 3. osoba plurálu slovesa být zní sa (namísto sú)
- více slov se používá pouze v těchto nářečích nebo pouze v těchto a západoslovenských nářečích (např. čistě jen do středoslovenských nářečí spadají slova hábi, klobúk, šatka, praženica, vrecko, pŕhľava, klinček, pôľka apod.)[1][2]

## Tzv. jihoslavismy
Některé ze znaků středoslovenských nářečí mají paralely v jihoslovanských jazycích. Jsou to např. rat-, lat- místo praslovanského ort-, olt-; l místo praslovanského dl, tl a další. Jelikož se tradičně předpokládalo, že jde o jevy, které v dávné minulosti pronikly na Slovensko z jihoslovanského území, tradičně se označují jako jihoslavismy ve slovenštině. Existuje velmi mnoho názorů na původ jihoslavismů ve střední slovenštině: průnik z jihoslovanského území v praslovanském období; stopy po zaniklém slovanském jazyce Podunají – dnešním Maďarsku; autochtonní "československé" jevy z pozdního středověku; výsledek různých staroslovanských migračních procesů apod. Podle R. Krajčoviče jde jen o starší vrstvu nezápadoslovanských jevů v praslovanském základě slovenštiny a vznikla jako výsledek nejstaršího osídlování středního Slovenska od jihu, resp. jihovýchodní oblasti Zakarpatské pravlasti.